# Zdeněk Křeček
Zdeněk Křeček (30. srpna 1922 (?) – 13. ledna 1993 Praha) byl český módní návrhář, kostýmní výtvarník a aranžér. Svoji karieru ve světě módy započal v roce 1938 jako aranžér a následně módní poradce v exklusivním prvorepublikovém pražském obchodě Buschek a Suda, prodávajícím textil a oděvy pro nejvybranější klientelu, jakou byla šlechta a tehdejší celebrity společenského života. Zde pracoval až do roku 1947 kdy začal pracovat pro oděvní ateliér a následně se stal módním návrhářem podniku Oděvní tvorba, později Oděvní služba. "Ačkoliv od roku 1949 spolupracoval s časopisem Žena a móda a posleze Odívání, až v sedmdesátých letech se mu dostávalo řádné publicity nejprve v modní rubrice časopisu Vlasta . Teprve v následujícím desetiletí seznamovala Žena a moda dosti pravidelně své čtenáře také s jeho tvorbou"  píše Konstantina Hlaváčková v knize Móda za železnou oponou. Tím autorka knihy kulantně konstatuje že teprve v 80 letech se mohlo objevovat jeho jmeno jako návrháře nestraníka pod vlastní tvorbou . Nejznámější však byly jeho Haute couture módní kolekce vytvořené pro pravidelné módní přehlídky Centrotexu konané na pražském výstavišti (tehdy Výstaviště Julia Fučíka). Návrhy pro módní přehlídky konané v rámci Libereckých výstavních trhů, v Brně v rámci BVV, nebo v Lipsku pak spadaly spíše do trendových návrhů pro maloseriovou oděvní produkci. Některé z jeho modelů se dochovaly do dnešních dnů, a jsou majetkem Umělecko průmyslového musea v Praze. Zdeněk Křeček je také autorem módní kolekce pro světové výstavy EXPO v Bruselu (1958), Montrealu (1967) a Ósace (1970). Navrhoval slavnostní oblečení pro zahajovací ceremoniál českých reprezentantů na olympijských hrách od roku 1964 až do roku 1976 byť se jeho jmeno jako návrháře nemohlo v dané době uvádět. Je také autorem oblečení letušek pro speciální lety ČSA do Severní Ameriky z roku 1965, které sklízelo úspěchy i v mezinárodním srovnání.

## Kostýmy pro filmy
Snímky pro které Zdeněk Křeček navrhoval kostýmy:
- Nespavost ve dvou – TV film 1969
- Vražedný týden – TV film 1969
- Psíčci lorda Carltona – TV inscenace 1970
- Vražda před večeří – TV inscenace 1970
- Akce v Istanbulu – drama/krimi 1975
- Silvestr svobodného pána – TV inscenace 1979